# It’s Country Time (1992)
It’s Country Time ist das 48. Studioalbum des österreichischen Schlagersängers Freddy Quinn, das 1991 im Musiklabel Pilz auf Compact Disc (Nummer: 44 1779-2) erschien. Das Album konnte sich nicht in den deutschen Albumcharts platzieren. Singleauskopplungen wurden keine produziert. Nicht zu verwechseln ist es mit dem Album It’s Country Time (1976), das ebenfalls von Freddy Quinn stammt.

## Titelliste
Das Album beinhaltet folgende 16 Titel:
1. Hallo, liebe Freunde – It’s Country-Time
2. Green Green Grass of Home (im Original als Green, Green Grass of Home von Johnny Darrell, 1965[3])
3. Geh’n wir nochmal den Weg nach Westen (im Original als Carry Me Back To Old Virginny von James A. Bland geschrieben, 1878. 1968 von Quinn bereits als Warte auf mich in Old Virginia aufgenommen worden.[4])
4. Heute Nacht da brauch ich dich (im Original als Help Me Make It Through the Night von Kris Kristofferson, 1970[5])
5. Die schönste Frau von Texas (im Original als The Yellow Rose of Texas ein Volkslied[6])
6. Ich möchte in Tennessee leben (im Original als Tennessee Teardrops von Freddy Quinn, 1987[7])
7. Gib mir ein Zuhaus’ (im Original als Home on the Range von Brewster Higley und Daniel Kelley geschrieben, 1873[8])
8. Oh wie schade, Clementine (im Original als My Darling Clementine von Percy Montrose geschrieben, 1884[9])
9. Was wissen wir schon von dieser Welt (im Original als Look What Love Has Done von Freddy Quinn, 1987[10])
10. Die Wahrheit über Tom Dooley (im Original als Tom Dooley ein Volkslied[11])
11. Die Freiheit der Berge (im Original als On Top Of Old Smokey ein Volkslied[12])
12. Kann Liebe alles verzeih’n (im Original als Some Broken Hearts Never Mend von Don Williams, 1976[13])
13. Ein ausgedienter Zug (im Original als Trains Come And Go von Freddy Quinn, 1987[14])
14. Er war ein Kind dieser Stadt (im Original als Yesterday’s Memories von Freddy Quinn, 1987[15])
15. Oh, Susanna, du Rose der Prärie (im Original als Oh! Susanna von Stephen Foster, 1848[16])
16. Nur ein Mann in besten Jahren (im Original als Older Men Make Better Lovers von Freddy Quinn, 1987[17])